# Alberto Puig
Pour les articles homonymes, voir Puig.
Alberto Puig, né le 16 janvier 1967, est un pilote de vitesse moto espagnol.

## Historique
Il commence sa carrière en Grand Prix avec celui de Grand Prix des Pays-Bas 1987 en 250 cm³.
Sa meilleure année a été en 1994, lorsqu'il finit la saison à la cinquième place du championnat du monde en catégorie 500 cm³.
Il gagne 1 course en 1995 au Grand Prix d'Espagne au guidon d'une Honda 500 cm³ sur le circuit de Jerez. Mais au Grand prix moto de France au Mans, il est victime d'une très grave chute dans la courbe Dunlop où il percute à haute vitesse les rails protégés par des pneus. Il se fracture les deux jambes et manque d'être amputé de l'une d'elles, mais il parvient à revenir pour la saison 1996. C'est 2 ans plus tard, au Grand Prix d'Australie 1997 qu'il met fin à sa carrière en Grand Prix

Puig travaille pour la Red Bull MotoGP Academy, désigné pour trouver et entraîner les futurs pilotes GP prometteurs. Il a fait débuter notamment Casey Stoner, Daniel Pedrosa et Toni Elías. Puig agit également comme manager de Pedrosa.

## Palmarès
- 1 victoire en Grand Prix sur 125 participations
  - Grand Prix d'Espagne 500 cm³ 1995
- 9 fois sur le podium
- 672 points marqués durant sa carrière
- 1 record du tour

### Sources
- (en) Cet article est partiellement ou en totalité issu de l’article de Wikipédia en anglais intitulé « Alberto Puig » (voir la liste des auteurs).